# Грязовецкий лагерь
Грязовецкий лагерь (Лагерь НКВД № 150) — советский лагерь для содержания финских и польских военнопленных, располагавшийся неподалёку от станции Грязовец в Вологодской области. 
Лагерь был организован в конце декабря 1939 года. Располагался в зданиях Корнильево-Комельского монастыря на берегу реки Нурма (бывший дом отдыха Совлеспрома). Принимал сначала финских, затем польских военнопленных; на 17 апреля 1940 года здесь находилось 600 финских военнопленных; летом 1940 переведены польские военнопленные, оставшиеся от Козельского, Старобельского и Осташковского лагерей (бывшие польские военнослужащие и полицейские), которых не расстреляли весной 1940 года. На 23 июля 1940 содержались 394 польских военнопленных.
К началу Великой Отечественной войны здесь находилось свыше 1000 человек. В октябре 1941 года лагерь расформирован, вновь организован в 1943 году как офицерский лагерь для военнопленных. По состоянию 1945 год здесь находилось более 5000 военнопленных (немцы, румыны, венгры, поляки). Расформирован в августе 1948 года.